# Щёголева, Татьяна Николаевна
Татьяна Николаевна Щёголева (в замужестве — Кочарян) (род. 9 февраля 1982, Москва, РСФСР, СССР) — российская профессиональная баскетболистка, игравшая на позиции тяжёлого форварда. В настоящее время президент ПБК «МБА».

## Карьера
Татьяна Щёголева начала заниматься баскетболом в знаменитой московской школе «Тринта». Её первыми тренерами были
В. Башкирова и Л. Бутузова. Татьяна Щёголева окончила школу с серебряной медалью и поступила в МГТУ им. Баумана, но в итоге она закончила с красным дипломом РГУФК по специальности тренер.
18 декабря 2008 года её признали лучшей баскетболисткой России 2008 года.
По итогам Олимпийских игр 2008 её наградили Медалью ордена «За заслуги перед Отечеством» I степени (2 августа 2009) — за большой вклад в развитие физической культуры и спорта, высокие спортивные достижения на Играх XXIX Олимпиады 2008 года в Пекине.
На чемпионате Европы в матче против Сборной Сербии у Татьяны Щёголевой обострилась травма. Она восстановилась к декабрю 2009 года, но контракт ни с каким клубом до конца сезона 2009/2010 не подписала.
Татьяна Щёголева входила в число кандидатов сборной России на участие в чемпионат мира 2010, но в итоговую заявку не вошла.
Спарта&К из Видного летом 2010 года сделал предложение Щёголевой о новом контракте, но она не подписала его.

## Достижения
- Чемпион России: 2004, 2005, 2008.
- Серебряный призёр чемпионата России: 2009.
- Бронзовый призёр чемпионата России: 2006.
- Обладатель Кубка России: 2004
- Чемпион Евролиги: 2005, 2008, 2009.
- Победитель Мировой лиги: 2004.
- Победитель Кубка мира: 2003.
- Обладатель Кубка Австрии : 2002.
- Чемпион Австрии: 2002